# Quận Goochland, Virginia
Quận Goochland là một quận thuộc tiểu bang Virginia, Hoa Kỳ.
Quận này được đặt tên theo. Theo điều tra dân số của Cục điều tra dân số Hoa Kỳ năm 2000, quận có dân số 16.863 người. Quận lỵ đóng ở Goochland6. Quận này toạ lạc ở vùng Richmond-Petersburg và là một của khu vực thống kê đô thị Richmond.

## Địa lý
Theo Cục điều tra dân số Hoa Kỳ, quận có diện tích 751 km2, trong đó có 16 km2 là diện tích mặt nước.